# Liste der Kulturdenkmäler in Borgfeld
In der Liste der Kulturdenkmäler in Borgfeld sind alle Kulturdenkmäler des Bremer Ortsteils Borgfeld aufgelistet.
Grundlage ist die vom Landesamt für Denkmalpflege Bremen (LfD) veröffentlichte Landesdenkmalliste. Die amtlichen Daten wurden direkt aus einem Export der Denkmaldatenbank beim LfD 
mit dem Stand von März 2025 übernommen.

## Hinweise
Weitere Erläuterungen zum Aufbau dieser Liste und zu ihrem Inhalt bietet die Seite Inhalte der Tabellen.
Die anklickbare Karte rechts leitet zu den Listen der anderen Stadtteile. Auf der Übersichtsseite befindet sich eine größere Karte.
Wichtig für Autoren:  Links zu Artikeln oder Architekten sowie Bilder oder Koordinaten der Objekte auch/nur in die Ergänzungsliste eintragen, da die Tabelle mittels Datentechnik erstellt wird. Änderungen in der Tabelle von Hand werden sonst beim nächsten Update überschrieben.
|  | Mit dem Bremer Express-Upload können Bilder mit automatischer Zuordnung zu den Objekten auf Commons hochgeladen werden. Bitte dazu auf das Kamera-Symbol in der jeweiligen Tabellenzeile klicken. Eine Kurzinformation bietet diese Projektseite. |

## Denkmalliste Borgfeld
| Objekt                     | Typ                                 | Baujahr                          | Architekt/Künstler                            | Adresse                      | Koordinaten Wikidata | Art? | Objekt-Nr.? | Bild |
| -------------------------- | ----------------------------------- | -------------------------------- | --------------------------------------------- | ---------------------------- | -------------------- | ---- | ----------- | ---- |
| Ev. Kirche Borgfeld        | Kirche, Kirche ev.                  | 13. Jahrhundert 1732, 1869, 1896 |                                               | Borgfelder Landstraße 15     | Lage Q1742822        | ED   | 0211        |      |
| Wikingborg, Haus Parchmann | Wohnhaus, Landhaus                  | 1962                             | Gildemeister, Eberhard                        | Katrepeler Landstraße 51     | Lage Q41530146       | ED   | 0646        |      |
| Wümmehof                   | Wohnhaus, Landhaus                  | 1905, 1911, 1939                 | Gildemeister, Friedrich Schumacher, Friedrich | Katrepeler Landstraße 48, 50 | Lage Q41530168       | ED   | 1829        |      |
| Siedlerstelle Kaisen       | Siedlungshaus, Scheune, Gewächshaus | 1933/1934                        | Carl von Lingen Alfred Engelhardt             | Rethfeldsfleet 9, 9a         | Lage Q117756528      | GA   | 5661        |      |
| Siedlerstelle Kaisen       | Siedlungshaus                       | 1933/1934                        | Carl von Lingen Alfred Engelhardt             | Rethfeldsfleet 9             | Lage Q117756536      | ED   | 05662       |      |
| Siedlerstelle Kaisen       | Siedlungshaus                       | 1933/1934                        | Carl von Lingen Alfred Engelhardt             | Rethfeldsfleet 9             | Lage Q117756536      | ED   | 5662        |      |
| Siedlerstelle Kaisen       | Scheune                             | 1933/1934 1959 2001              | Hilmes, Hans-Jürgen / Lamprecht, Ebba         | Rethfeldsfleet 9a            | Q117756558           | BT   | 5663        |      |
| Siedlerstelle Kaisen       | Gewächshaus                         | 1965                             |                                               | Rethfeldsfleet 9             | Lage Q117756565      | BT   | 5664        |      |

Anzahl der Objekte in Borgfeld: 8, davon mit Bild: 2 (25 %).